# 凱茨湖
凱茨湖（德語：Keezer See），是德國的湖泊，位於該國東北部，由梅克倫堡-前波美拉尼亞州負責管轄，處於路德維希斯盧斯特-帕爾希姆縣，長3公里、寬0.7公里，面積1.2平方公里，海拔高度23米，湖岸線長度8公里。